# 디노페르카과
디노페르카과(Dinopercidae)는 에우페르카리아류에 속하는 조기어류과의 하나이다. 농어목으로 분류하기도 한다. 인도양 서부와 아프리카의 대서양 해안에서 발견되는 어류이다.

## 하위 속
- Centrarchops
- 디노페르카속 (Dinoperca)